# صباح الدين بلالوفيتش
صباح الدين «دينو» بلالوفيتش (بالبوسنوية: Sabahudin Bilalović) مواليد 7 مايو 1960 وتوفي 29 يوليو 2003 هو لاعب كرة سلة بوسني محترف. ولد في تريبينيي في البوسنة والهرسك.

## بداياته
لعب في عام 1979 مع نادي بوسنا رويال لكرة السلة في وقت مبكر من حياته فاز في الدوري الأوروبي لكرة السلة وفي كأس أبطال أوروبا.

## المنتخب الوطني
قدم إلى منتخب يوغوسلافيا في أوائل التسعينات للمشاركة في بطولة النوايا الحسنة عام 1990، وكانت مشاركته الثانية في البطولة التي جرت في سياتل في الولايات المتحدة الأمريكية مع درازن بيتروفيتش وتوني كوكوتش وجاركو باسبالي ودينو رادا وبمشاركة نجوم يوغوسلافيا لكرة السلة.
وانضم في وقت لاحق إلى منتخب البوسنة والهرسك لكرة السلة في البطولة الأوروبية عام 1993، وكان هداف البطولة حيث بلغ متوسطها 25 (24.6) نقطة في المباراة الواحدة:
- مقابل لاتفيا وسجل 36 نقطة.
- مقابل إستونيا وسجل 29 نقطة.
- مقابل كرواتيا وسجل 28 نقطة.
- مقابل السويد وسجل 26 نقطة.

## الوفاة
توفي في يوليو عام 2003 في مدينة ماكارسكا حيث كان يعاني سابقا من مرض في القلب. توفي بنوبة قلبية على الشاطئ أثناء السباحة مع ابنه.

## روابط خارجية
- صباح الدين بلالوفيتش على موقع الاتحاد الدولي لكرة السلة (الإنجليزية)
- صباح الدين بلالوفيتش على موقع الدوري الإسباني لكرة السلة (الإسبانية)
- صباح الدين بلالوفيتش على موقع كرة السلة الأوروبية.كوم (الإنجليزية)
- صباح الدين بلالوفيتش على موقع بروبوليرز (الإنجليزية)
- صباح الدين بلالوفيتش على موقع سبورتس رفرنس (الإنجليزية)